# Давид Бучацький
Давид, іноді Димітр Бучацький гербу Абданк (бл.1440 — 1485) — польський шляхтич, військовик, урядник Королівства Польського. Представник роду Бучацьких.

## Життєпис
Син Міхала «Мужила» Бучацького і його дружини Катажини (походження невідоме).
Старостою коломийським став у результаті розподілу родинного майна і посад по смерти батька. У 1472 році був стольником кам'янецьким (подільським), 1474 року підкоморієм галицьким. На найвищу з посад — старости генерального подільського — був призначений королем Казимиром IV Ягелончиком 1483 року.
Урядування Д. Бучацького на Поділлі прийшлись на час захоплення турками 1484 року важливих чорноморських портів Кілії і Білгорода, що спричинило кризу чорноморської торгівлі для Корони Польської, непростих стосунків з Молдавським князівством, де правив Штефан ІІІ. Д. Бучацький, за наявними даними, лише на 15 років пережив свого батька М. «Мужила» Бучацького. Сини М. «Мужила» спільно керували Коломийським староством, по смерти стрия Міхала (†1474 року) також Снятинським староством. Напевно, через малолітство або не проведений поділ спадку на час смерти батька сини-спадкоємці Д. Бучацького Міхал, Станіслав, Ян Віт не мали достатніх впливів на Поділлі, титулувались старостами коломийськими і снятинськими. У Коломийському повіті знаходились основні митниці Руського воєводства.
У 1482 році надав конвентові оо. Францисканів у Кам'янці-Подільському певні десятини. 27 червня 1484 р. в Меджибожі видав грамоту, якою забезпечував діяльність парафіяльного костелу (Різдва Пречистої Діви Марії) в тодішньому містечку Біла (найімовірніше, тепер — село біля Чорткова) 28 квітня, між 1481 і 1485 рр., виділив кошти на виготовлення вівтаря для старого фарного костелу Бучача, забезпечив утримання вівтариста Миколая зі Свіржева (можливо, Свіржа десятину з дібр в Голгочому, який повинен був 3-чі щотижня відправляти меси, допомагати ксьондзу. Привілей (грамота) був писаний в Голгочому, затверджений львівським католицьким митрополитом (архієпископом) Яном Стшелецьким «Вонтробкою».
Помер після 29 вересня 1485 року. Був похований у фарному костелі Бучача.

## Шлюб, діти

герб дружини — Сулима

У шлюбі (1465 рік, донькою каштеляна бжесць-куявського Миколая з Опорова) з Беатою з Опорува — тепер центр ґміни Опорув — (Опоровською) гербу Сулима, представницею роду Опоровських, народились:
- Міхал (? — після 1489) — староста коломийський, снятинський
- Станіслав (? — після 1489) — староста коломийський, снятинський
- Ян Віт (? — після 1489) — староста коломийський, снятинський
- Катажина — дружина (1503) Петра Олеського (Сененського) з Олеська — сина каштеляна львівського, воєводи руського Яна з Сенна та Олеська
- Беата — дружина Анджея Прокопа Гоздзького з Гвіздця
- Анна — дружина Яна Сененського[1] (з Сенна і Гологорів) — каштеляна кам'янецького.[2]

Часто в Перемиському суді розглядались суперечки між синами Д. Бучацького Міхалом, Станіславом, Яном з однієї сторони та подільським та руським воєводою Анджеєм Фредром.

## Зауваги
1. ↑  Влодзімеж Двожачек у праці «Genealogia» (Warszawa, 1959) називає його Домінік